# وكغن
وكغن (بالإنجليزية: Waukegan, Illinois)‏ هي مدينة تقع في مقاطعة ليك، إلينوي بولاية إلينوي في الولايات المتحدة. تبلغ مساحتها (كم²)، وترتفع عن سطح البحر 203.9 م، بلغ عدد سكانها 89078 نسمة في عام 2010 حسب إحصاء مكتب تعداد الولايات المتحدة .

## التركيبة السكانية
حدّد مكتب تعداد الولايات المتحدة بيانات التركيبة السكانية لوكغن في تعداد الولايات المتحدة. في ما يلي، التركيبة السكانية حسب تعدادي 2000 و2010.

### تعداد عام 2000
بلغ عدد سكان وكغن 87,901 نسمة بحسب تعداد عام 2000، وبلغ عدد الأسر 27,787 أسرة وعدد العائلات 19,445 عائلة مقيمة في المدينة. في حين سجلت الكثافة السكانية 1,385.1 نسمة لكل كيلومتر مربع (3,587.4/ميل2). وبلغ عدد الوحدات السكنية 29,243 وحدة بمتوسط كثافة قدره 460.8 لكل كيلومتر مربع (1,193.5/ميل2).
وتوزع التركيب العرقي للمدينة بنسبة 50.14% من البيض و19.21% من الأمريكيين الأفارقة و0.54% من الأمريكيين الأصليين و3.58% من الأمريكيين ذوي الأصول الآسيوية و0.06% من سكان جزر المحيط الهادئ و22.96% من الأعراق الأخرى و3.50% من عرقين مختلطين أو أكثر و44.82% من الهسبانيون أو اللاتينيون من أي عرق.
بلغ عدد الأسر 27,787 أسرة كانت نسبة 45.1% منها لديها أطفال تحت سن الثامنة عشر تعيش معهم، وبلغت نسبة الأزواج القاطنين مع بعضهم البعض 49.5% من أصل المجموع الكلي للأسر، ونسبة 14.6% من الأسر كان لديها معيلات من الإناث دون وجود شريك،  بينما كانت نسبة 5.9% من الأسر لديها معيلون من الذكور دون وجود شريكة وكانت نسبة 30% من غير العائلات. تألفت نسبة 24.2% من أصل جميع الأسر من عدة أفراد يعيشون في نفس المنزل ونسبة 7.5% كانت تتألف من شخص يعيش بمفرده يبلغ من العمر 65 عاماً أو أكثر. وبلغ متوسط حجم الأسرة المعيشية 3.09، أما متوسط حجم العائلات فبلغ 3.68.
بلغ العمر الوسطي للسكان 29.0 عاماً. وكانت نسبة 30.1% من القاطنين تحت سن الثامنة عشر، وكانت نسبة 11.8% بين الثامنة عشر والرابعة والعشرين عاماً، ونسبة 32.4% كانت واقعةً في الفئة العمرية ما بين الخامسة والعشرين والرابعة والأربعين عاماً، ونسبة 15.8% كانت ما بين الخامسة والأربعين والرابعة والستين، ونسبة 7.4% كانت ضمن فئة الخامسة والستين عاماً فما فوق. يوجد لكل 100 أنثى 101.3 ذكر، ويوجد لكل 100 أنثى في الثامنة عشر من عمرها فما فوق 100.7 ذكر.
بلغ متوسط دخل الأسرة في المدينة 40,795 دولارًا، أما متوسط دخل العائلة فبلغ 45,348 دولارًا. وكان متوسط دخل الذكور 28,949 دولارًا مقابل 24,541 دولارًا للإناث. وسجل دخل الفرد الخاص بالمدينة 16,463 دولارًا. وكانت نسبة 11.3% من العائلات ونسبة 14.7% من السكان تحت خط الفقر، وكان من هؤلاء نسبة 19.4% تحت سن الثامنة عشر ونسبة 7.8% في الخامسة والستين من العمر وما فوق.

### تعداد عام 2010
بلغ عدد سكان وكغن 89,078 نسمة بحسب تعداد عام 2010، وبلغ عدد الأسر 28,079 أسرة وعدد العائلات 20,045 عائلة مقيمة في المدينة. في حين سجلت الكثافة السكانية 1,403.7 نسمة لكل كيلومتر مربع (3,635.6/ميل2). وبلغ عدد الوحدات السكنية 30,746 وحدة بمتوسط كثافة قدره 484.5 لكل كيلومتر مربع (1,254.8/ميل2).
وتوزع التركيب العرقي للمدينة بنسبة 46.65% من البيض و19.18% من الأمريكيين الأفارقة و1.17% من الأمريكيين الأصليين و4.29% من الأمريكيين ذوي الأصول الآسيوية و0.06% من سكان جزر المحيط الهادئ و24.57% من الأعراق الأخرى و4.09% من عرقين مختلطين أو أكثر و53.45% من الهسبانيون أو اللاتينيون من أي عرق.
بلغ عدد الأسر 28,079 أسرة كانت نسبة 46.4% منها لديها أطفال تحت سن الثامنة عشر تعيش معهم، وبلغت نسبة الأزواج القاطنين مع بعضهم البعض 46.1% من أصل المجموع الكلي للأسر، ونسبة 18% من الأسر كان لديها معيلات من الإناث دون وجود شريك،  بينما كانت نسبة 7.2% من الأسر لديها معيلون من الذكور دون وجود شريكة وكانت نسبة 28.6% من غير العائلات. تألفت نسبة 23.4% من أصل جميع الأسر من عدة أفراد يعيشون في نفس المنزل ونسبة 6.2% كانت تتألف من شخص يعيش بمفرده يبلغ من العمر 65 عاماً أو أكثر. وبلغ متوسط حجم الأسرة المعيشية 3.10، أما متوسط حجم العائلات فبلغ 3.66.
بلغ العمر الوسطي للسكان 30.5 عاماً. وكانت نسبة 30.4% من القاطنين تحت سن الثامنة عشر، وكانت نسبة 10.5% بين الثامنة عشر والرابعة والعشرين عاماً، ونسبة 30.2% كانت واقعةً في الفئة العمرية ما بين الخامسة والعشرين والرابعة والأربعين عاماً، ونسبة 21.4% كانت ما بين الخامسة والأربعين والرابعة والستين، ونسبة 7.4% كانت ضمن فئة الخامسة والستين عاماً فما فوق. وتوزع التركيب الجنسي للسكان بنسبة 50.4% ذكور و49.6% إناث.

## أعلام
- فرانك تشايلدز
- راي برادبري
- بيرسي لافون جوليان
- إيرني كروجر
- إلينور تايلور بلاند